# Kritik mot olympiska sommarspelen 2008

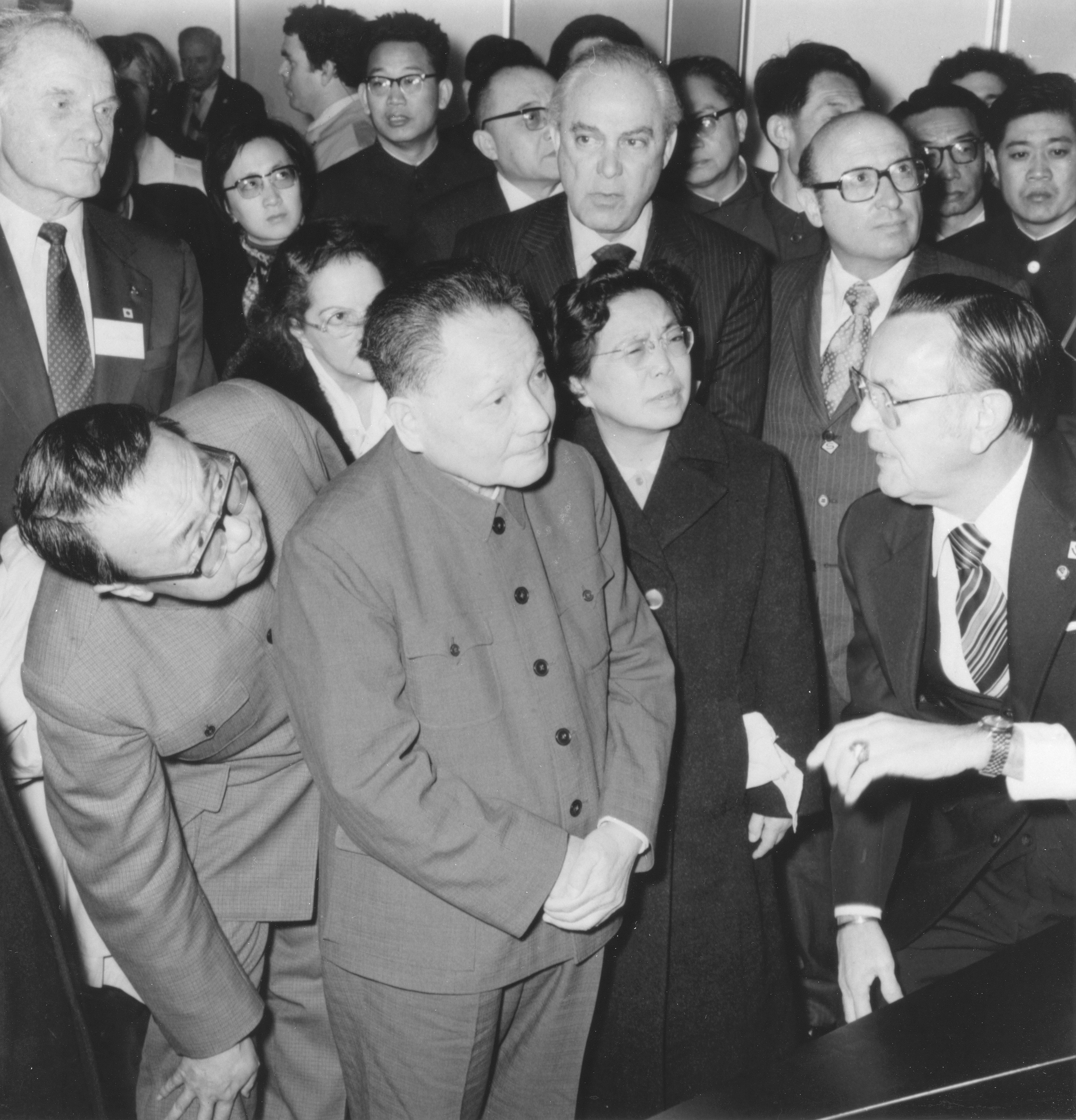
Deng Xiaoping iklädd Mao-kostym 1979.

Då internationella olympiska kommittén den 13 juli 2001 beslutade att förlägga olympiska sommarspelen 2008 till Beijing, Folkrepubliken Kina uppstod en stor diskussion, och spelen tillmättes en politisk betydelse som jämförts med olympiska sommarspelen 1936 i Berlin.

## Bakgrund
Folkrepubliken Kina hade sedan revolutionsledaren Mao Zedongs död 1976 genomgått en omfattande politisk omorientering och de senaste årtiondena upplevt en stor ekonomisk tillväxt. 2008 handlade det om ett nyrikt Kina som arrangerar OS, inte "kulturrevolutionens cyklister i Mao-kostym". Men det var fortfarande ett Kina som kommunistpartiet höll i ett järngrepp och där mänskliga rättigheter undertrycktes. Regimen påstods ha intresse av att stolt visa upp vad som åstadkommits i materiell väg, utan att störas av politiska protester.
Kritiken mot Kinas arrangörskap handlade mer om Kinas politiska system än om sport. Bland annat tog man upp de kinesiska ledarnas syn på mänskliga rättigheter, som till exempel användandet av dödsstraff, fängelse och tortyr mot kritiker till kommunismen och den kinesiska statsapparaten och att eftersom Kina klassades som diktatur så menade många att man kunde se det hela som en slags propaganda för deras politik.
Under ett av IOK:s besök i Kina under 2005 kom det fram att regimen har för avsikt att kräva uppgifter om utländska journalisters religiösa tillhörighet innan de släpps in i landet i samband med OS. Falungong-utövare göre sig icke besvär.
Under perioden augusti-oktober blossade "Burmahändelserna" upp och tal om bojkott av OS, även av idrottstävlingarna, blev allt mer intensiv. Ungefär samtidigt spelades VM i fotboll för damer i Folkrepubliken Kina.
Inför OS hade kinesiska myndigheter upplåtit tre parker som särskilda områden för demonstrationer. Nästan 80 ansökningar om att få demonstrera kom in, men ingen av dem godkändes.

## Intern kritik och negativa konsekvenser

### Fördrivning av lokalbefolkningen
I sin iver att till varje pris modernisera Peking inför OS har ledarna låtit riva nästan hela den gamla unika stadskärnan och även området Jinjiacun i sydvästra Peking.
Många kineser känner sig lurade på en anständig ersättning för sina bostäder. Men de kinesiska myndigheterna driver bort invånarna, ofta med brutala metoder. Över en miljon människor har tvingats bort från centrum sedan rivningsvågen började på allvar 1993.

#### Mörkläggningen av motståndare
Vid en ceremoni för de olympiska säkerhetsstyrkorna í april 2008 lovade den höge partifunktionären Zhou Yongkang att protester skulle behandlas med stränghet, och ingreppen mot aktivister i olika frågor ökade under månaderna före olympiaden.
Yang Chunlin är en av dem. I sin kamp för bönder som berövats mark samlade han in 10 000 namnunderskrifter bakom ett öppet brev med rubriken "Vi vill ha mänskliga rättigheter, inte olympiska spel". I september 2007 greps han och enligt Amnesty International sitter han fortfarande fängslad och har torterats.
Hu Jia är en av Kinas mest kända människorättsaktivister och advokater. Han dömdes i början av april 2008 till tre och ett halvt års fängelse. Hans hustru och lilla dotter satt fram till dess i husarrest tillsammans med honom en längre tid. Hu Jia var starkt kritisk till ett kinesiskt OS.
Fredrik Reinfeldt krävde i sitt möte med den kinesiske presidenten Hu Jintao i mitten av april 2008 att människorättsaktivisten Hu Jia ska friges. Hans fall är "hjärtskärande" enligt Reinfeldt som också refererade till Hu Jias nyfödda barn. Dessutom lämnade han över en lista med ytterligare tolv namn.
Huang Xiaoqin är ytterligare en man som fängslades på grund av sin regimkritiska ställning gentemot den kinesiska regeringen. Han dömdes för omstörtande verksamhet. Trots att han nu är fri, har han svårt att få arbete och ett normalt liv på grund av sin bakgrund. Han försökte fly från Kina men sändes tillbaka igen. Han menar att världen inte vet om hur många politiska fångar det finns i Kina, inte ens hans far visste att han var fängslad i fem år. Huangs politiska engagemang började i en relativt obetydlig skala. Hans sjuka mamma bad honom kopiera stenciler om qi-gong-övningar. Bland pappren om hälsosamma rörelser och andningsteknik fanns material från den bannlysta sekten falungong. Modern delade ut dem i parken till andra pensionärer.
I februari 2000 åkte Huang Xiaoqin, som är ingenjör, till Sverige för att delta på en mässa. När han ringde hem berättade modern att polisen sökt honom på grund av falun gong-papperna. Huang blev rädd och valde att söka asyl. I väntan på beslut träffade han andra kinesiska regimkritiker, bland annat en som introducerade honom för Demokratipartiet, en USA-baserad organisation startad av landsflyktiga dissidenter efter massakern på Himmelska fridens torg 1989.

#### Vattenbrist

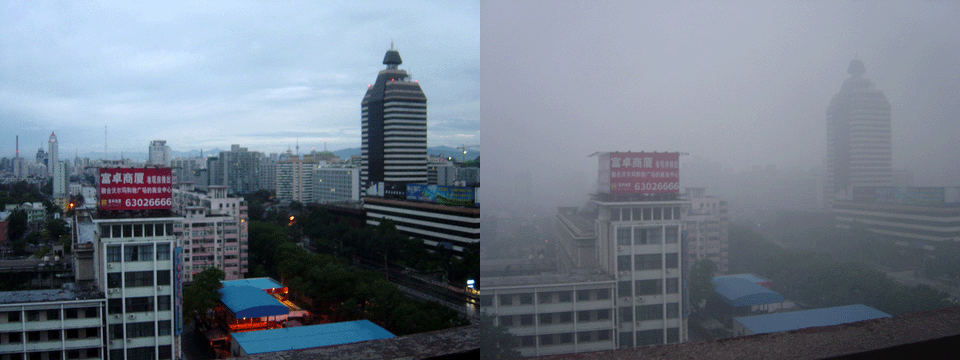
Peking en regnig dag (vänster) och en solig smoggig dag (höger). Allvarliga föroreningar i luften i Peking som kan vara till stor risk för de deltagande idrottsmännen

I Hebeiprovinsen ska den syd-nordliga vattenledningen bidra med 300 miljoner kubikmeter vatten till OS i Peking. Dessutom ska över 100 miljoner kubikmeter tas genom en annan kanal från Gula floden, trots att sistnämnda ofta inte längre når ut till havet. Stora delar av norra Kina hade torka vintern 2007-2008. I Hebei är situationen krisartad; under vintern 2007-2008 föll det 60 procent mindre nederbörd än året innan. För 50 år sedan fanns det tiotusentals sjöar i Hebei, varav de flesta torkat ut sedan dess. Jordbruk, hänsynslös industrialisering, befolkningsexplosion, misslyckade dammar och klimatförändringen är några orsaker. Kritiker menar att Pekings vattenförbrukning kommer att öka med 20 procent och att en sådan ökning inte är hållbar.
Syd-nordliga vattenavdelningen har lett till protester från partidelegater i drabbade provinser. An Qiyuan, Shaanxiprovinsens tidigare partisekreterare, har i en ovanligt frispråkig intervju i Financial Times varnat att syd-nordliga vattenavledningen hotar levebrödet för miljoner bönder och riskerar att utlösa sociala omvälvningar. Han menar att industrin drabbas när de måste skydda Pekings vatten och kräver kompensation.

#### Protester och möjliga bojkotter
Europaparlamentet uppmanar i en resolution från den 10 april 2008 till bojkott av invigningen av OS i Peking, om inte ett villkor att Kina återupptar samtalen med Dalai Lama uppfylls. Uppmanandet var riktat till EU-ländernas ledare. Parlamentet röstade igenom en icke bindande resolution i frågan med 580 röster mot 24. 45 ledamöter avstod från att rösta.
Ledamöterna uppmanar i resolutionen EU-ledarna att "eftersträva en gemensam EU-position gällande deltagande - i Olympiska spelens öppningsceremoni, med möjligheten att inte delta för den händelse att dialogen inte återupptas".

### Protester runt om i världen

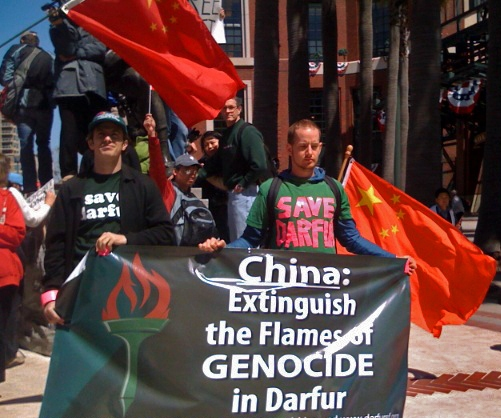
Protester angående Kinas roll i Darfurkonflikten.

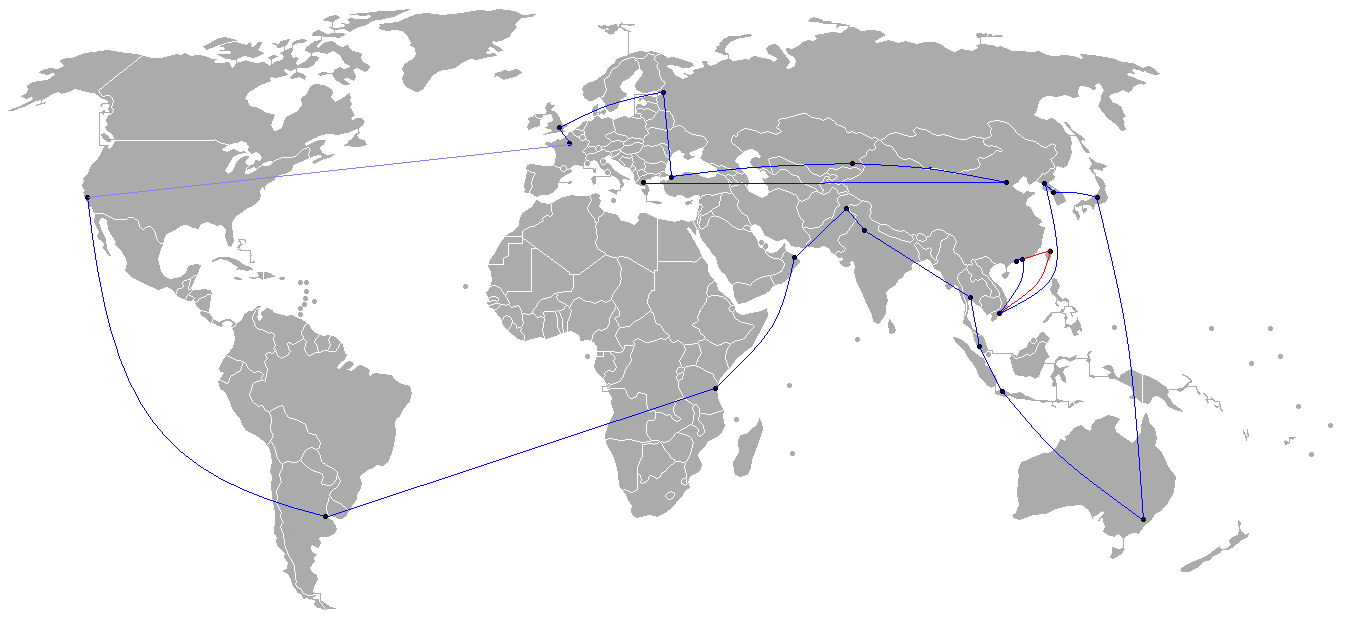
Den olympiska eldens väg 2008.

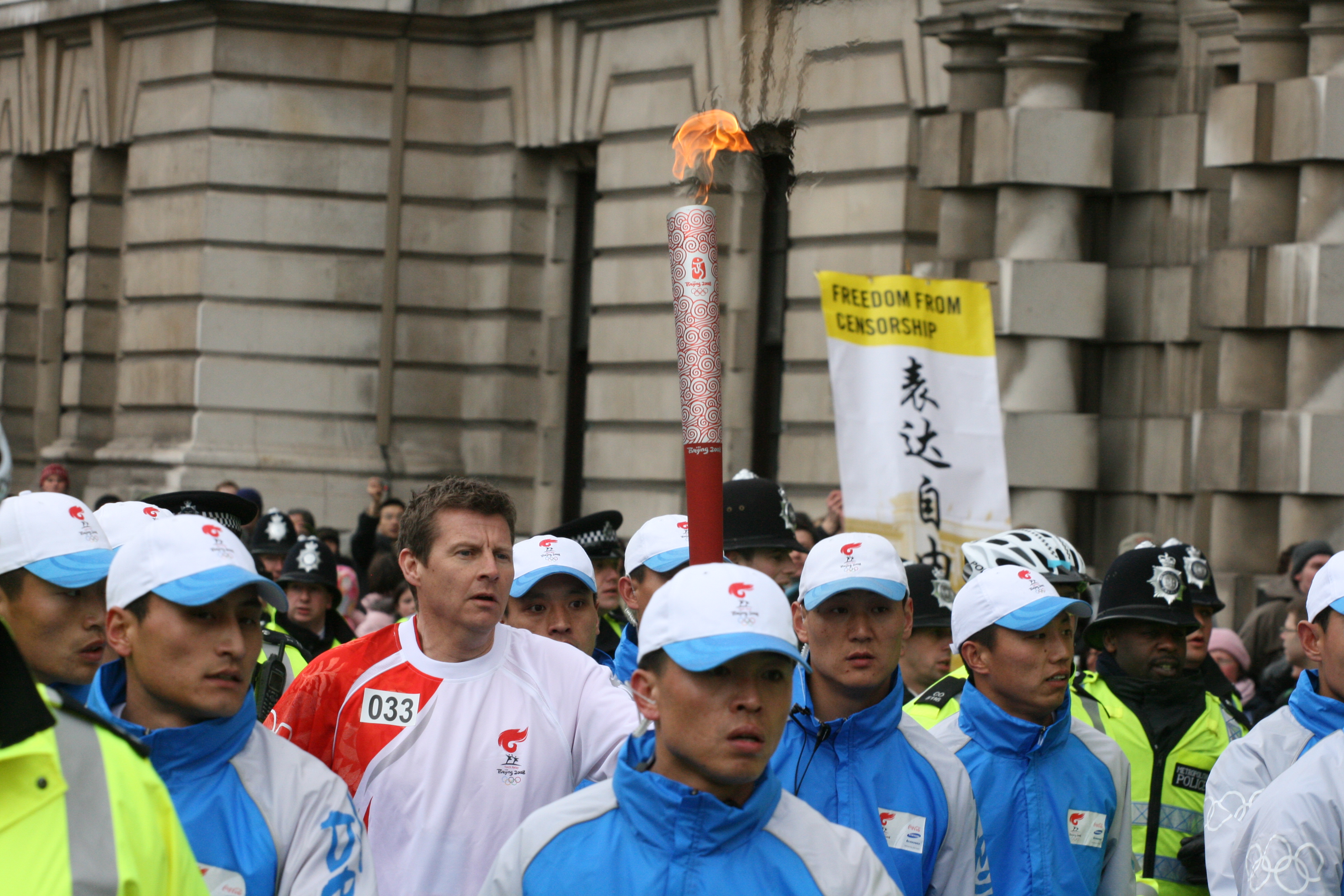
Den olympiska elden förs genom London.

#### Problemen kring den olympiska eldens stafett
Då den olympiska elden anlände till London den 5 april 2008 genomfördes våldsamma protester, där 35 personer greps och fördes bort av polis. Demonstranterna protesterade mot Kinas förtryck av mänskliga rättigheter. Två dagar senare uppstod kraftiga protester i Paris och facklan släcktes och transporterades med buss vissa sträckor . Internationella olympiska kommittén kommer att diskutera om den pågående fackelstafetten till och med ska avbrytas i förtid.
I San Francisco bytte man väg för den olympiska elden i sista sekunden för att lura demonstranterna. Efter öppningsceremonin sprang den första bäraren av facklan in i ett hamnmagasin, och sedan hände ingenting förrän facklan dök upp igen en timme senare, långt därifrån. Den planerade avslutningsceremonin flyttades också till San Franciscos flygplats, där den ägde rum utan allmänhetens insyn.
Arrangörerna ville av allt att döma inte se en upprepning av de våldsamma protester som följde facklan längs stafettvägen i London och Paris.
San Franciscos borgmästare Gavin Newsom försvarade beslutet att i sista minuten ändra facklans färdväg. Syftet var att garantera säkerheten.
I Asien blev facklans färd mindre problematisk. Detta sedan Taipei övergivits efter taiwanesiska farhågor att bli tolkad som första anhalt i Kina.. Sista stoppet innan facklan kom till Hongkong i Kina var Vietnam, där det förekom mindre protester i Hanoi. Polisen anhöll snabbt en mindre grupp demonstranter.

#### Kända personer som bojkottar OS
Steven Spielberg hoppade av som konstnärlig rådgivare för OS-invigningen. Det gäller i frågor som den om Darfur, som Spielberg sade fick honom att säga upp samarbetet eftersom Kina inte pressat Sudan tillräckligt att avsluta konflikten. Kina har dock tillbakavisat kritiken och hävdat att Darfurproblemet inte är relaterat till hur Kina agerar i Afrika.
Frankrikes president, Nicolas Sarkozy sa i juli 2008 att han eventuellt skulle kunna tänka sig en bojkott av OS i Kina.
Storbritanniens Gordon Brown, Tysklands Angela Merkel och Polens Donald Tusk har samtliga sagt att de inte tänker komma till invigningen.. På plats var däremot till exempel Nicolas Sarkozy från Frankrike (trots hans hot om bojkott), Fredrik Reinfeldt från Sverige, George W. Bush från USA och Vladimir Putin från Ryssland. Inga länder eller enskilda idrottare bojkotter OS.

#### Tibetkonflikten

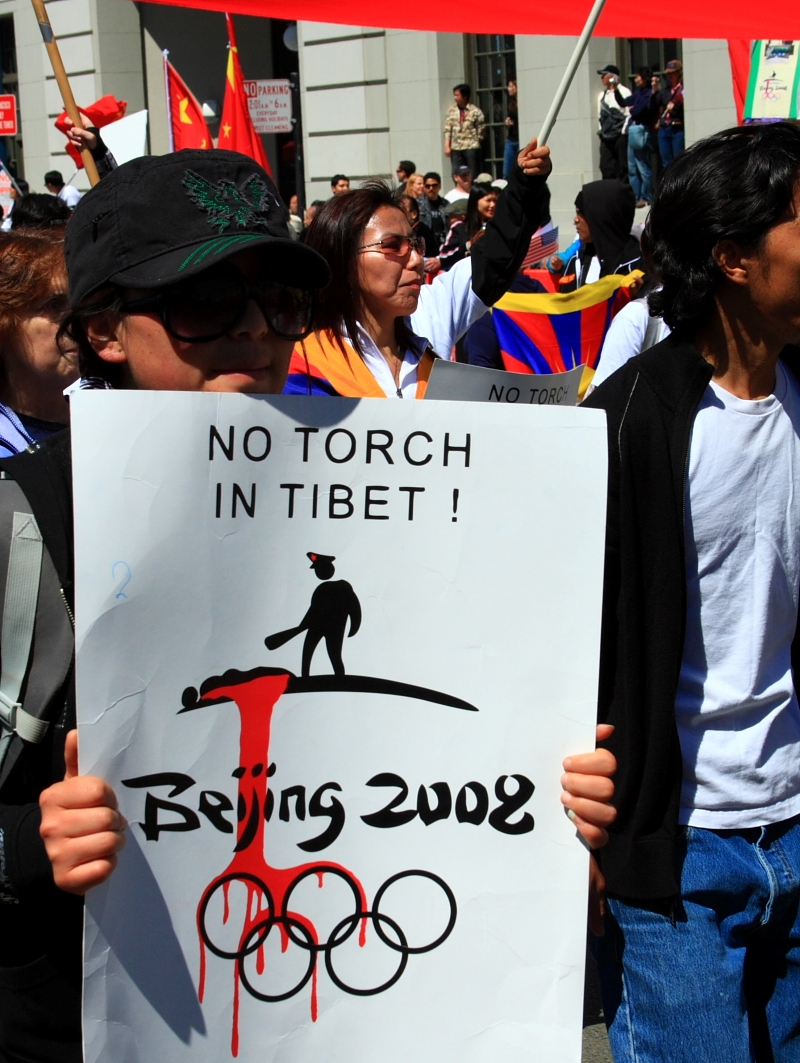
Tibetdemonstranter under facklans stafett

Andra tvistefrågor gäller situationen i Tibet, brott mot mänskliga rättigheter och bristen på religionsfrihet i Kina. Utländska medier har ökat bevakningen av landets "baksidor", och nu uppmanar internationella människorättsorganisationer inflytelserika personer och olympiska sponsorer att pressa Kina till reformer, men att det skulle leda till en bojkott verkar för närvarande osannolikt.
En 48-årig tibetan försökte störa OS-facklan som tändes i Olympia, Grekland den 24 mars 2008. Mannen greps sedan av grekisk polis. Enligt CNN tillhör demonstranten Reportrar utan gränser och protesterade mot Kinas övertramp av mänskliga rättigheter.
Tibetaner i landsflykt meddelade sin avsikt att demonstrera under eldceremonin mot Kinas agerande i Tibet och mot Internationella olympiska kommitténs bristande förmåga att förmå Peking att bättre respektera mänskliga rättigheter.
Tibets regering i exil i Indien har uppgett att Kinas tillslag mot tibetanska demonstranter har krävt 140 liv. Kinesiska myndigheter har bekräftat att 18 människor dödats.
Samma dag som demonstranter lyckades störa tändandet av OS-elden i Grekland, dödades två människor i protester i den kinesiska provinsen Sichuan, med stor tibetansk befolkning. En polisman dödades, uppgav nyhetsbyrån Nya Kina, samtidigt som en tibetansk exilgrupp rapporterade om en dödad och en svårt skadad demonstrant.
Tibets politiske och andlige ledare Dalai lama förespråkar dock inte en bojkott.

#### Kritik av invigningen
Under den omtalade invigningen som sägs vara världens dyraste OS-invigning, förekom det två lögner. De första lögnen som avslöjades var de 29 stycken fotsteg i himlen som officiellt sett var fyrverkerier, senare visade det sig att det hela var dataanimationer som sattes in vid lämpligt tillfälle under tv-produktionen. Chefen för de visuella effekterna under invigningen, erkände tilltaget och berättade att det tagit arrangörerna nära ett år att skapa den 55 sekunder långa sekvensen.
Den andra bluffen bestod i att den nioåriga flickan Lin Miaoke utmålades som landets blivande sångstjärna i den officiella engelskspråkiga tidningen China Daily. Det visade sig dock att hon bara mimade under hela sången. Hon valdes nämligen för sitt "söta yttre" medan det i verkligheten var sjuåriga Yang Peiyi som sjöng, men som inte ansågs "lika söt" .

#### Protester i Sverige
Det förekommer en del kritik mot Kina i svenska medier, men i mer lästa media ganska återhållsamt. Kinas president Hu Jintao besökte Sverige 2007, och höll tal inför en folkmassa, och då var det inga nämnvärda demonstrationer. Detta till skillnad mot till exempel när USA:s president eller EU:s premiärministrar var i Sverige 2001, då det var stora demonstrationer mot dem.